# Berchmana Leidenix
Marija Berchmana Leidenix (Beč, 28. studenoga 1865. – Sjetlina, Pale, 23. prosinca 1941.), rimokatolička redovnica, mučenica i blaženica.

## Životopis
U rodnom Beču završila je školu za njegovateljice, kao i posebnu školu za bolničarke. Kao pripadnica družbe Kćeri Božje ljubavi, u Bosnu i Hercegovinu je došla potkraj 80-ih godina 19. stoljeća, tek oslobođenu od 400 godina turske vladavine. Vrlo je brzo naučila hrvatski jezik. Radila je kao bolničarka. Liječila je bolesnu djecu, a poslije je bila učiteljica u mnogim osnovnim školama. Bila je također i učiteljica u novicijatu.
S. Berchmana bila je poznata po svojoj ekumenskoj širini. Dok je radila u Breškama, kod Tuzle, zvali su je "turska sestra", jer je i muslimansku djecu liječila i učila pismenosti. Kad je s. Berchmana provodila posljednje godine svoga života u Palama, ondje su je mještani, pravoslavni Srbi, zvali "srpska majka". Za vrijeme Prvoga svjetskog rata radila je u Vojnoj bolnici u Višegradu i njegovala sve ranjenike, bez obzira jesu li pripadali ondašnjoj austrougarskoj vojsci ili protivničkoj, srbijanskoj vojsci. Njegujući sve ranjenike, dobila je velika priznanja i visoka odlikovanja. Zato su je zvali "vojnička majka".
Sestra Berchmana bila je protiv toga da se redovnice povuku iz Pala ujesen 1941. g. Tvrdila je da nisu nikada nikome nikakvo zlo učinile, a da su svima, pa i pravoslavnim Srbima, učinile puno dobra. Četnici su 11. prosinca 1941. provalili u samostan Marijin dom u Palama, opljačkali ga i odveli u zarobljeništvo sve redovnice (s. Julu Ivanišević, s. Berchmanu Leidenix, s. Krizinu Bojanc, s. Antoniju Fabjan i s. Bernadetu Banja), i još neke druge zarobljenike. Vodili su ih po snijegu, uz preslušavanja i ispitivanja. S. Berchmana je jedva, uz pomoć sestara, nekako došla do Carevih Voda. Sutradan su je četnici odveli na saonicama do Sjetline. Onda je došao 23. prosinca 1941. g., kad su s. M. Berchmanu odveli do Pračanskog mosta i tamo je ubili. 
Ostale četiri sestre odvedene su u Goražde, kamo su stigle 15. prosinca 1941. Smještene su u vojarnicu na katu. Vojarnicom je zapovijedao bojnik Jezdimir Dangić. Četnici su, u pijanom stanju, po noći navalili u sobe. Redovnice su skočile kroz prozor da izbjegnu silovanje, nakon čega su dokraja iskasapljene, a tijela su im bačena u rijeku Drinu. Nazvane su Drinske mučenice i proglašene su blaženima u Sarajevu 24. rujna 2011. na sv. misi, koju je predvodio papin izaslanik kardinal Angelo Amato, pročelnik Kongregacije za proglašenje svetih.

## Vanjske poveznice
- Kćeri Božje ljubavi - Službenice Božje  Arhivirana inačica izvorne stranice od 16. prosinca 2009. (Wayback Machine) Tko su Drinske mučenice